# Anandalahari
El anandalahari (en bengalí: আনন্দলহরী; en sánscrito: आनन्दलहरी, romanizado: ānandalaharī) es un instrumento musical de la India cordófono. El instrumento suele acompañar a la danza, y puede actuar como melodía y ritmo.

## Nombre
El nombre anandalahari significa olas de alegría. Popularmente este instrumento recibe nombres onomatopéyicos como gubgubi y khamak.

## Descripción
El anandalahari tiene un cuerpo en forma de tonel, abierto por un lado, y fijado en el "fondo" de una sola cuerda. El cuerpo del instrumento es de madera, abierto por ambos lados; la membrana se fija en las partes inferior y superior con un aro de cuero y cuerdas. Algunos instrumentos tienen un orificio en la membrana superior, otros no; puede estar completamente ausente en instrumentos antiguos. El nervio de la cuerda se fija al fondo con un trozo de bambú u otro material. El otro extremo de la cuerda se fija dentro de una olla de cobre.

## Uso
El barril se coloca en la axila izquierda, se coge el cuerpo con la mano izquierda y se tira de la cuerda con ella, y se toca la cuerda con la mano derecha utilizando un plectro.
Un instrumento similar llamado pulluvan kudam   se encuentra en India meridional. Otro instrumento similar conocido como gopiyantra kendra es utilizado por el  pueblo Munda de Bengala occidental y Odisha. Tanto el gopiyantra como el anandalahari son utilizados por cantantes religiosos mendicantes del tipo Sadhu y especialmente por cantantes de la fe heterodoxa Bâul.

## Clasificación
Curt Sachs creía que el anandalahari y los instrumentos relacionados son una clase separada de los membranófonos de punteo puramente indios. pero el etnomusicólogo, Laurence Picken y otros han demostrado que son cordófonos.